# Almerico Realfonzo
Almerico Realfonzo (Napoli, 25 febbraio 1927 – Napoli, 12 novembre 2019) è stato un ingegnere e partigiano italiano.

## Biografia
Nato a Napoli nel 1927, sfollato con la famiglia a Domodossola fra l’autunno del 1943 e l’estate del 1944, fu studente liceale al Collegio Maschile ‘Mellerio Rosmini’, vicino alla Resistenza locale, si trasferì poi a Milano dove visse gli ultimi mesi di occupazione nazi-fascista fino all' insurrezione del 25 aprile 1945 a cui prese parte con una formazione della ‘Divisione Ticino’. Tornato a Napoli, laureatosi in Ingegneria come allievo di Luigi Cosenza e intrapresa una brillante carriera professionale e di docente universitario, mantenne sempre un forte attaccamento per Domodossola e l'Ossola.
Fu nominato Professore Ordinario di Estimo nella Facoltà di Ingegneria dell'Università di Bari e docente nella Scuola di Perfezionamento in Pianificazione Urbana e Territoriale dello stesso Ateneo. Divenuto successivamente Ordinario di Estimo ed Esercizio Professionale (poi Economia ed Estimo ambientale) nella Facoltà di Architettura dell'Università degli Studi di Napoli Federico II; diresse quindi il Dipartimento di Urbanistica ed il Corso di Perfezionamento in “Pianificazione Territoriale e Mercato Immobiliare”. Nello stesso ateneo insegnò in vari Corsi di Dottorato di Ricerca e Master e, per molti anni, nella Scuola di Perfezionamento, poi di Specializzazione, in Restauro dei Monumenti.
Diresse l'Istituto per la Residenza e le Infrastrutture Sociali del Consiglio Nazionale delle Ricerche e fu membro del Consiglio Scientifico dell'Istituto per la Pianificazione e la Gestione del Territorio dello stesso CNR. In quiescenza tenne per vari anni i corsi di Pianificazione Territoriale nell'Università di Napoli “L'Orientale”, coordinò le prime tre edizioni del Corso di Alta Formazione “Governo del Territorio” promosse dall'Agenzia ARPA dell'Ateneo fridericiano con l'Agenzia del Territorio e diresse le due ultime edizioni promosse dal Consorzio Promos Ricerche di Napoli con altre istituzioni.
Svolse un'intensa attività professionale annoverante strumenti urbanistici, piani e studi territorialistici, progetti di opere residenziali e grandi progetti di opere pubbliche.
Fu autore di vari volumi, oltre a numerosi saggi, monografie ed articoli sui temi della pianificazione territoriale, dell’economia urbana e dell’estimo.
Nell'ambito della letteratura memorialistica, negli ultimi anni pubblicò alcuni saggi e quattro libri sulle esperienze vissute tra il '43 ed il dopoguerra in Ossola, a Milano ed a Napoli.
L'impegno nel raccontare l'esperienza della Seconda Guerra Mondiale vissuta tra Napoli, Domodossola e Milano gli valse numerosi riconoscimenti e  il Premio Repubblica partigiana dell'Ossola anno 2017.
Per l'impegno professionale e culturale, il 26 settembre 2015, venne insignito del Premio Capri San Michele Anacapri.

## Pubblicazioni di carattere scientifico
1. Caratteri del piano edilizio (Napoli, Istituto Editoriale del Mezzogiorno 1969);
2. Economia territoriale e pianificazione (Bari, Dedalo Libri 1975);
3. Edilizia e territorio (Quaderni dell'Istituto di Architettura e Urbanistica, Facoltà di Ingegneria, Università di Bari,1979);
4. Estimo nell'esercizio professionale (Quaderni dell'Istituto di Architettura e Urbanistica, Facoltà di Ingegneria, Università di Bari, 1979);
5. Metodologia dell'estimo urbano (Napoli, Fratelli Fiorentino,1988 e 1979);
6. Teoria e metodo dell'Estimo Urbano (Roma, La Nuova Italia Scientifica, 1994).

## Memorialistica
1. I giardini rosminiani (Dante & Descartes Napoli, 2008);
2. I giorni della Libertà (Mimesis Edizioni Milano, 2013).
3. Milano 1944, (Mimesis Edizioni Milano, 2015).
4. Il Tempo Giovane, (Mimesis Edizioni Milano, 2018).